# أصنوفة أحادية الطراز

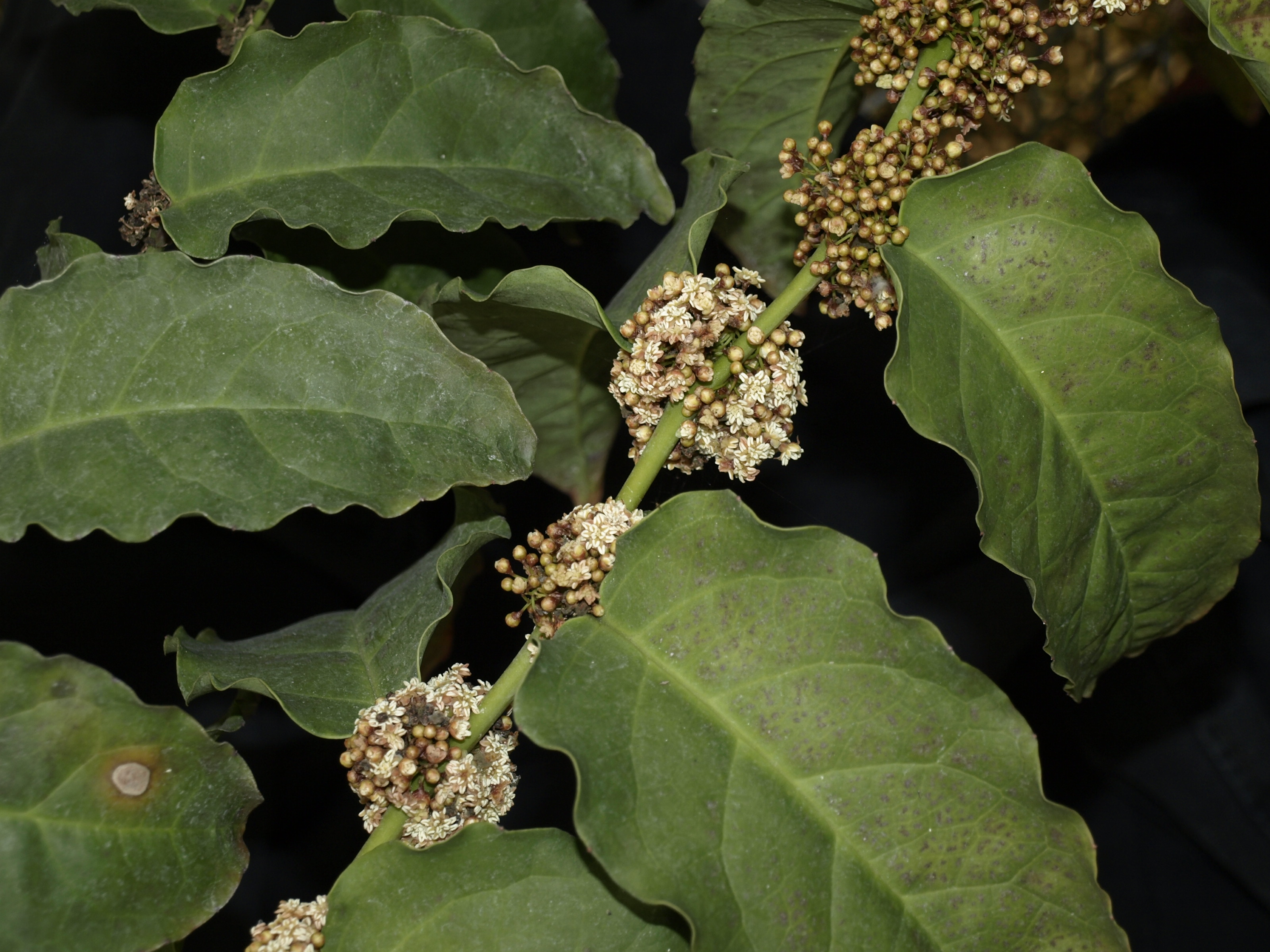

في علم الأحياء، الأصنوفة أحادية الطراز هي مجموعة تصنيفية (أصنوفة) تحتوي فقط على أصنوفة واحدة ثانوية تابعة لها مباشرة.

## أمثلة
- سرو اليابان